# Binjai
Binjai est une ville d'Indonésie située dans la province de Sumatra du Nord.
Elle est reliée à Medan, la capitale de la province, par une autoroute d'environ vingt-deux kilomètres qui se poursuit ensuite vers Banda Aceh à la pointe nord de Sumatra. Sa position stratégique et sa proximité avec Medan en a fait une partie du projet de développement de la conurbation appelée « Mebidang », qui réunit Medan, Binjai et Deli Serdang. Binjai a le statut de kota. Auparavant, c'était le chef-lieu du kabupaten de Langkat, qui a été transféré à Stabat. La ville est ainsi limitrophe de Langkat à l'ouest et au nord, et du kabupaten de Deli Serdang à l'est et au sud.

## Histoire
L'origine de Binjai est inconnue. Historiquement, Binjai est située entre deux royaumes malais : Deli et Langkat. Binjai a grandi depuis un petit village sur la rivière du même nom.

## Géographie
Binjai est située au confluent des rivières Mencirim (id) et Binjai (id). Elle est en moyenne à vingt-huit mètres au-dessus du niveau de la mer. À vol d'oiseau, Binjai n'est qu'à huit kilomètres de Medan.
Les deux rivières assurent les besoins de la ville en eau potable.

## Gouvernement
La ville de Binjai est subdivisée en cinq kecamatan, qui se subdivisent à leur tour en trente-sept kelurahan (communes). Le maire actuel est Amir Hamzah (id), élu en 2021 jusqu'en 2024,.

## Démographie
Binjai est une ville multi-ethnique, avec des Javanais, des Batak, des Chinois, des Indiens et des Malais. Cette diversité donne à Binjai une vie culturelle et religieuse très riche.
En 2003, la population de Binjai était de 224 000 habitants, soit une densité de 2 506 habitants/km2. La majorité de la population est musulmane. La plus grande mosquée est située dans la rue Kapten Machmud Ismail. La population catholique vient ensuite, suivie des bouddhistes et des hindouistes.

## Économie

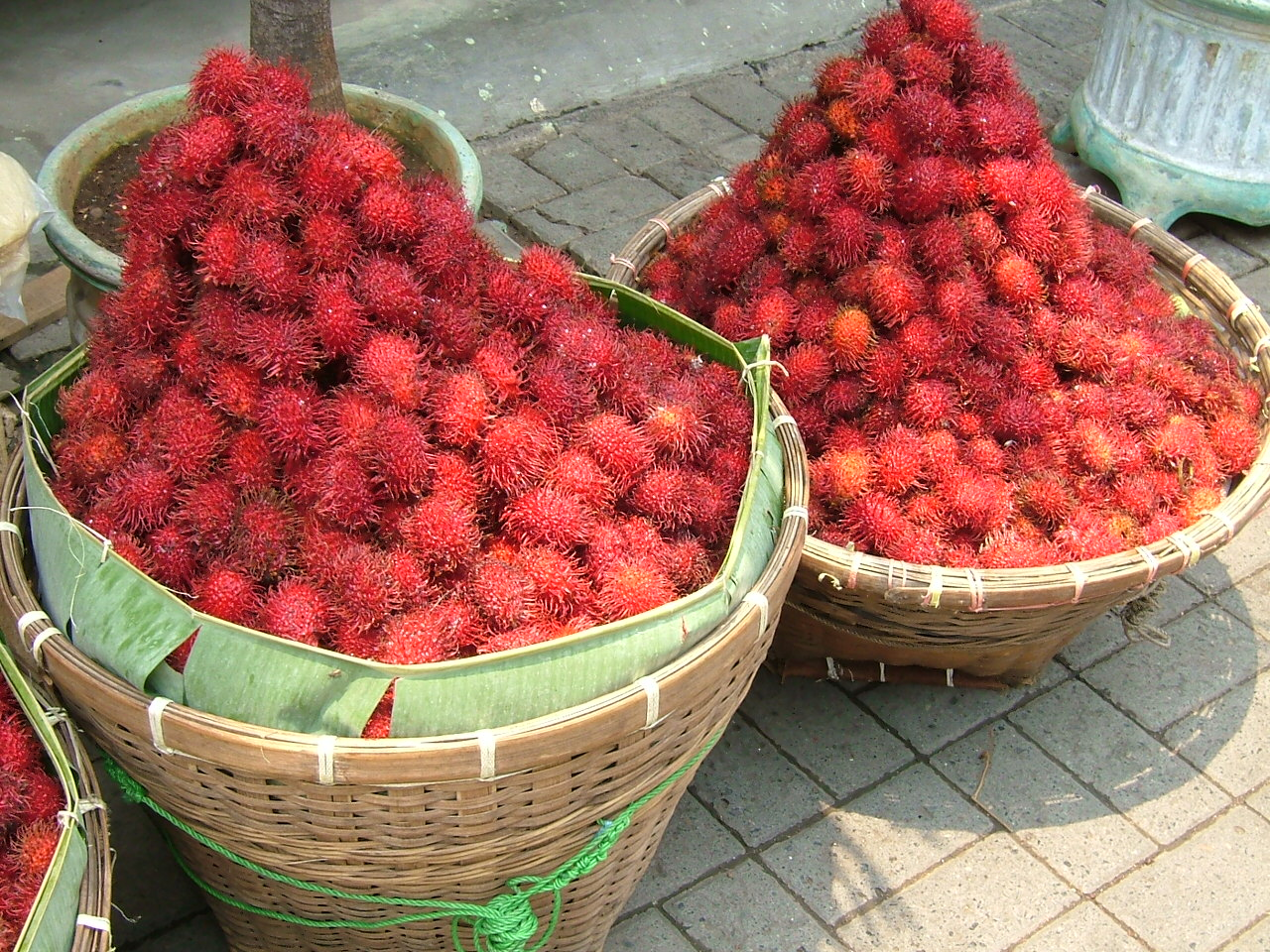
Rambutan de Binjai

Le commerce se situe au centre de la ville. Le nord est industriel, l'est agricole. La principale culture est le ramboutan, avec une production de 2 400 tonnes par an. Jusqu'à présent, l'industrie se concentrais sur la vente de fruits frais, mais la vente de fruits en boite se développe. Il y a quatre marchés traditionnels à Binjai : Tavip, Kebun Lada, Brahrang et Rambung. Il y a également des nombreux centres commerciaux modernes, dont Suzuya, Mini Market Tahiti, Toserba Ramayana et le Ramayana Mall.
Les principales rues commerçantes sont Jenderal Sudirman Street et Ahmad Yani Street.

## Transport
La ville est sillonnée par les becaks, que l'on trouve partout. Ils sont motorisés et leurs tarifs se négocient à chaque course. Le train relie Binjai à Medan et Kuala. L'aéroport le plus proche est Kualanamu, à Medan, remplaçant l'aéroport Polonia depuis 2009.

## Autres centres d'intérêt
Binjai est un passage pour les visiteurs vers Bukit Lawang, dans le Parc national de Gunung Leuser, un site important pour la conservation des orang outans. Bukit Lawang est à 68 kilomètres à l'ouest de Binjai. Binjai possède également un cimetière militaire important.